# Risk to Exist
Risk to Exist è il sesto album in studio del gruppo indie rock britannico Maxïmo Park, pubblicato nel 2017.

## Tracce
1. What Did We Do to You to Deserve This? – 3:24
2. Get High (No, I Don't) – 3:30
3. What Equals Love? – 3:45
4. Risk to Exist – 3:39
5. I'll Be Around – 3:43
6. Work and Then Wait – 3:02
7. The Hero – 3:43
8. The Reason I Am Here – 3:40
9. Make What You Can – 3:49
10. Respond to the Feeling – 3:06
11. Alchemy – 4:03

CD Bonus
1. Sharp Tongue – 4:44
2. A Brief Dream – 3:01
3. All Been Done Before – 3:09
4. Work and then Wait (Acoustic Version) – 2:57
5. Risk to Exist (Acoustic Version) – 3:40
6. Get High (Acoustic Version) – 3:39
7. I'll Be Around (Piano Version)

## Formazione

### Gruppo
- Paul Smith – voce
- Duncan Lloyd – chitarra
- Lukas Wooller – tastiera
- Tom English – batteria

### Altri musicisti
- Mimi Parker – cori
- Paul Rafferty – basso